# Dia de la Infància

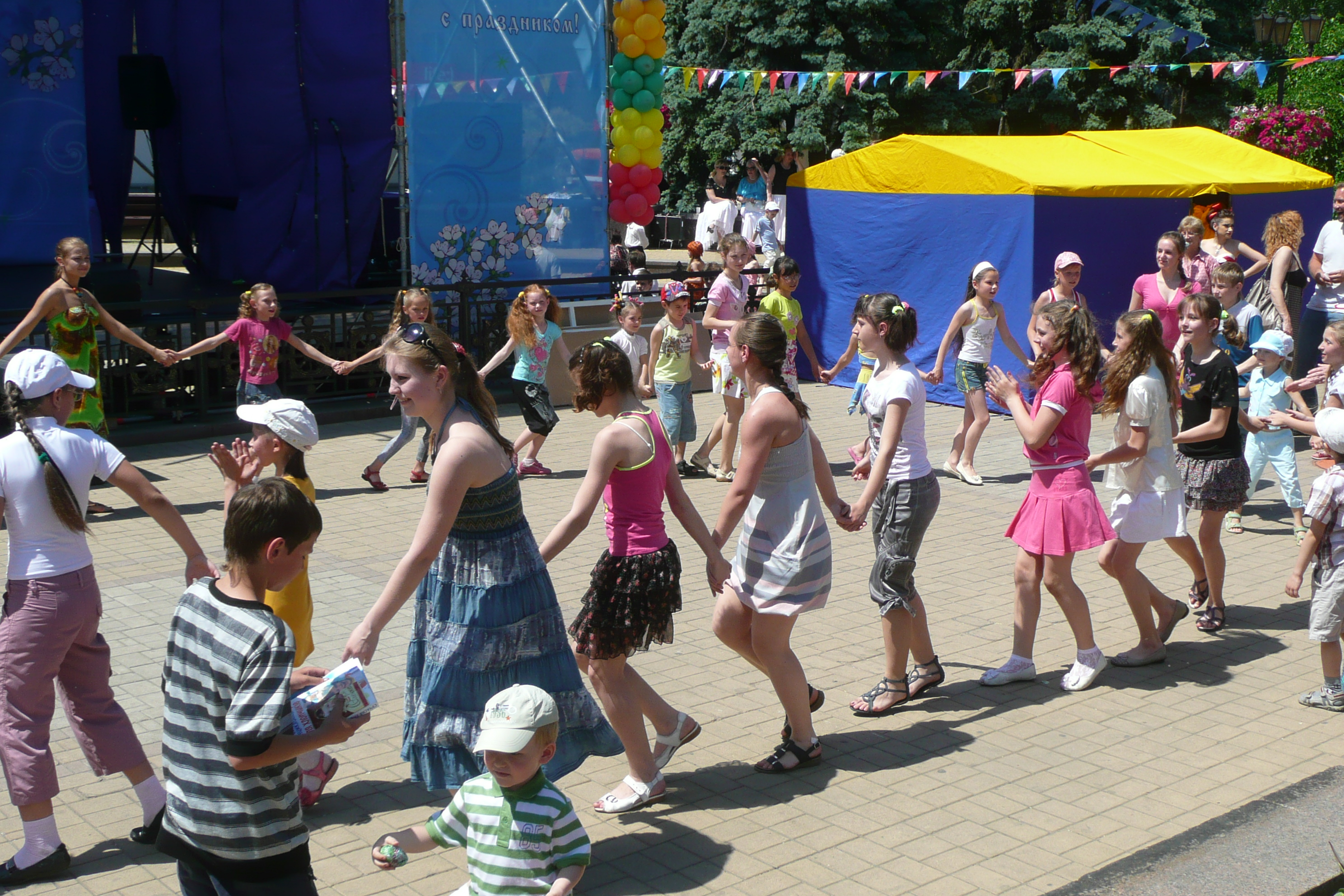
Dia del Nen a Donetsk (Ucraïna)

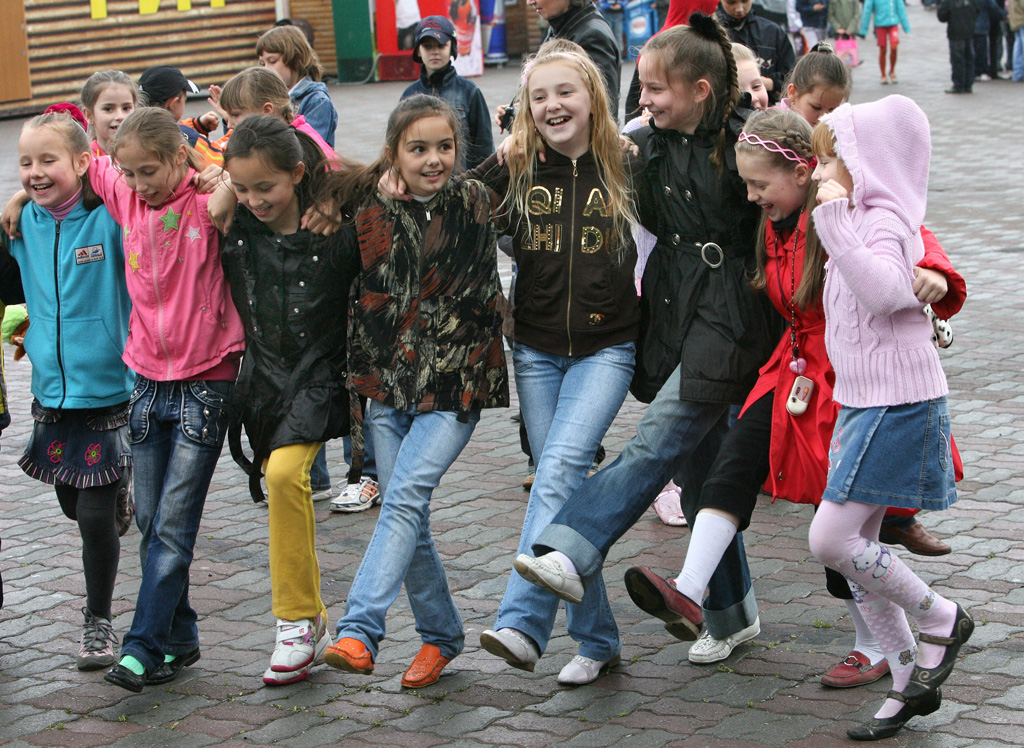
Festa a Vladivostok (Rússia) per celebrar el Dia del Nen.

El Dia Universal del Nen o de la Infància, és un dia consagrat a la fraternitat i a la comprensió entre els nens del món. Aquest està destinat a fomentar el benestar i els drets dels nens del món.
L'any 1954, l'Assemblea General de les Nacions Unides va recomanar que es constituís a tots els països un Dia Universal del Nen i també va suggerir als governs estatals que celebressin aquest dia, en la data que cadascun d'aquests decidís més convenient. L'ONU celebra aquest dia el 20 de novembre, en commemoració a l'aprovació de la Declaració dels Drets del Nen l'any 1959 i de la Convenció sobre els Drets de l'Infant el 1989.
La celebració universal d'aquest dia està motivada pel desig social de donar un impuls positiu al reconeixement dels drets a la salut, a l'educació, a la protecció i a la millora de qualitat de vida de col·lectius generalment desfavorits. Tot això, independentment del lloc del món on hagin nascut.
L'objectiu d'aquest dia, per tant, és recordar a la ciutadania que els nens són el col·lectiu més vulnerable i que pateix més les crisis i els problemes del món.
Sense cap dubte, la infància com a col·lectiu social, pot inscriure's històricament en l'apartat de desfavorits, i la seva vulnerabilitat al llarg dels segles, la qual continua fent necessària una dedicació específica ponderada i una discriminació positiva en les celebracions socials.

## Origen de la celebració
L'any 1989 el món va prometre als nens que faríem tot el possible per protegir i promoure els seus drets a sobreviure i a prosperar, a aprendre i a créixer, per tal que es facin sentir i arribin a un gran potencial. Però, tot i els avenços generals, la situació de molts nens han empitjorat encara més. És per això que, actualment, necessitem noves formes de pensar i actuar, tant adults com menors.
L'Assemblea General de les Nacions Unides es va reunir amb la intenció de reafirmar els drets universals de la infància que se celebrés a cada país del món un dia que es consagraria a la fraternitat i a la comprensió entre els nens del món sencer i es destinés a activitats que desenvolupessin el benestar de tots els nens del món.
La Unió Internacional de Protecció a la Infància va plantejar el 1952 que hauria d'haver-hi un dia especial per a festejar als nens. Un any després, el 1953, quaranta països decidiren unir-se a la commemoració i celebrar-lo també.
De seguida, les Nacions Unides es van sumar a la idea i es decretà per unanimitat que havia d'establir-se una data per a honrar i emfatitzar les necessitats dels nens de tot el món.
Cada país ho celebra en un dia diferent. Per exemple:
| País        | Data                                                | Nom                                      | Bandera del país |
| ----------- | --------------------------------------------------- | ---------------------------------------- | ---------------- |
| Argentina   | 18 d'agost                                          | Día del Niño                             |                  |
| Bolívia     | 12 d'abril                                          | Día del Niño                             |                  |
| Colòmbia    | Últim dissabte d'abril                              | Día Nacional de la Niñez y la Recreación |                  |
| Costa Rica  | 9 de setembre                                       | Día del Niño y de la Niña                |                  |
| Espanya     | 15 d'abril, menys a Madrid → segon diumenge de maig | Día del Niño                             |                  |
| Paraguay    | 16 d'agost                                          | Día del Niño                             |                  |
| Polònia     | 1 de juny                                           | Dzién Dziecka                            |                  |
| Puerto Rico | Segon diumenge d'agost                              | Día del Niño                             |                  |
| Veneçuela   | 17 de juliol                                        | Día del Niño                             |                  |